# خانيك (فردوس)
خانيك (بالفارسية: خانیک) هي قرية تقع في قسم برون الريفي في إيران. يقدر عدد سكانها بـ 343 نسمة .